# 51
Năm 51 là một năm trong lịch Julius. 

## Mất
- Lucius Vitellius Anh, quan chấp chính tối cao La Mã và là thống đốc Syria (sinh 5 trước Công nguyên)
- Gotarzes II của Parthia, người cai trị Đế quốc Parthia
- Vonones II của Parthia, người cai trị Đế quốc Parthia